# Stausee Watscha
Der Stausee Watscha (bulg. язовир Въча) und der Stausee Kritschim (bulg. язовир Кричим) liegen in Bulgarien im nördlichen Teil der West-Rhodopen.
Der Stausee Watscha hat seinen Namen vom Fluss Watscha, den er in seinem Unterlauf aufstaut. Der unmittelbar nördlich dahinter liegende Stausee Kritschim hat seinen Namen von der Stadt Kritschim, die 6 km nördlich seiner Staumauer liegt.
Der obere Stausee ist der Watscha-Stausee und der untere Stausee ist der Kritschim-Stausee und deutlich kleiner als der obere Stausee. Beide Staudämme stauen nacheinander den Fluss Watscha auf und liegen direkt hintereinander, in Nord-Süd-Richtung, langgestreckt in einer steilen Gebirgsschlucht, die von der Watscha gebildet wurde. Das Wasser fließt nach Norden, Richtung Kritschim.
An beiden Stauseen entlang führt die Verbindungsstraße von Kritschim nach Dewin, das in den Rhodopen liegt.

## Watscha-Stausee

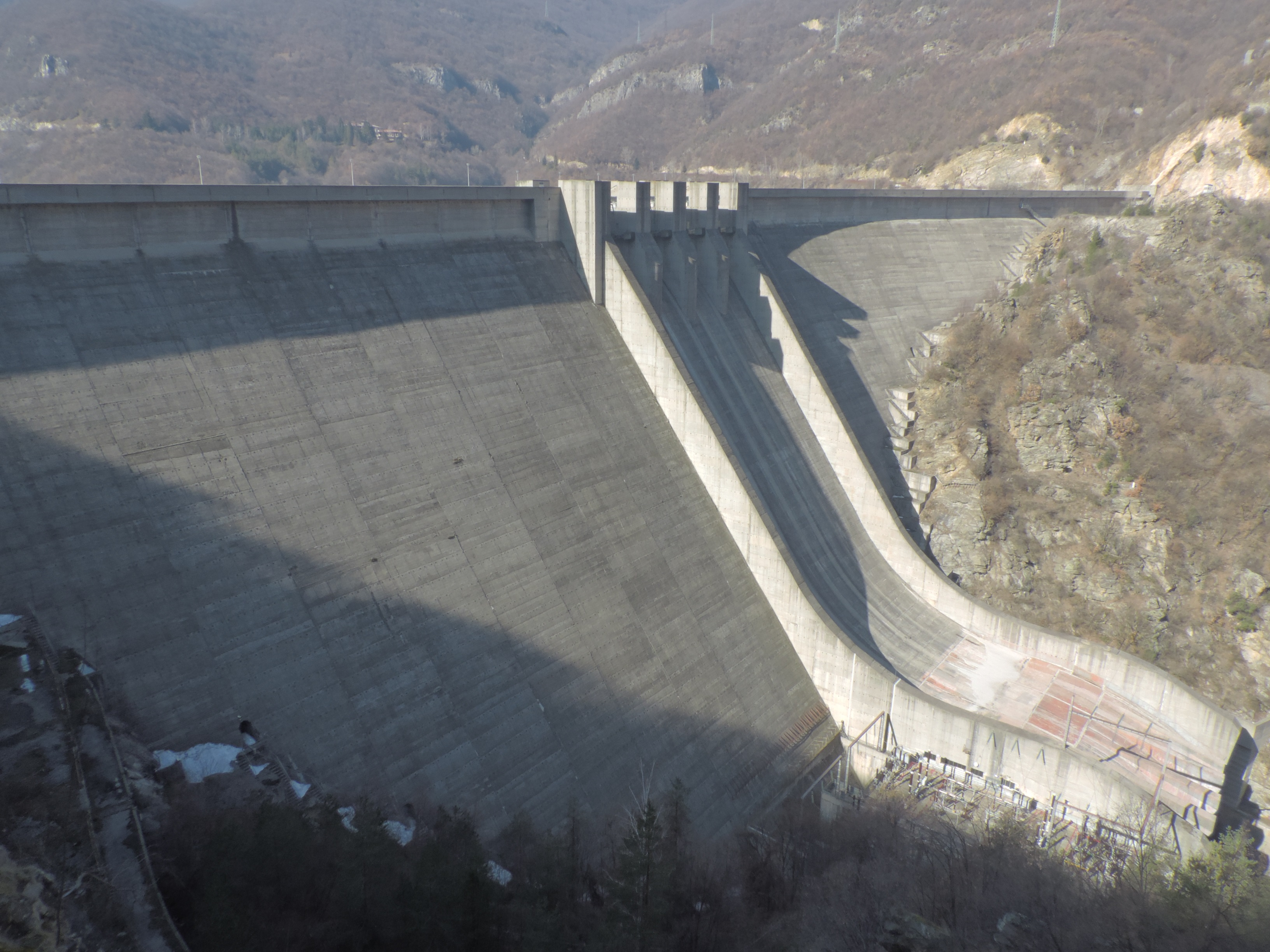
Bild der Staumauer des Watscha-Stausees

Die 144,5 m hohe Staumauer des Watscha-Stausees ist die höchste in ganz Bulgarien. Nach anderen Angaben ist die Staumauer 141 m hoch. Die Länge der Staumauer beträgt 420 m. Das höchste Wasserniveau im Stausee kann 535 m über dem Meeresspiegel betragen, nach anderen Quellen 689 m.
Der Stausee hat ein Fassungsvermögen von 160,4 Mill. m3, nach anderen Quellen 226,12 Mill m3. Er bedeckt eine Fläche von 4,97 km2 und ist 12 km lang.
Am Fuß der Staumauer liegt das Wasserkraftwerk „Orpheus“ (bulg. ПАВЕЦ Орфей, ПАВЕЦ bedeutet Pumpspeicherwerk; bulg. Помпено–акумулационна ВЕЦ), das auch als Wasserkraftwerk Watscha I bezeichnet wird (bulg. ВЕЦ Въча I). Die Kapazität der vier Wasserturbinen betrug vor der Generalüberholung 2006 insgesamt 160 MW. Eine der Turbinen lässt sich in der Arbeitsrichtung umkehren und als Pumpe verwenden (Umkehrpumpe). Sie kann mit einer Leistung von 45 MW Wasser aus dem Kritschim-Stausee in den Watscha-Stausee hochpumpen, der somit auch die Funktion eines Pumpspeicherkraftwerks hat.
Jährlich werden hier 229,19 Mill. kWh Strom erzeugt. Im Jahr fließen 635,33 Mill. m3 Wasser durch die Watscha und entsprechend auch durch die Staumauer. Die Durchflussrate beträgt 20,15 m3/s.
Der Watscha-Stausee liegt in der Gemeinde Dewin.
Der Watscha-Stausee hieß zu kommunistischen Zeiten „Anton Iwanow“ (bulg. язовир Антон Иванов), benannt nach der Partisanengruppe von Anton Iwanow, die in dieser Region der Westrhodopen aktiv war. Er wurde 1999 in Watscha-Stausee umbenannt.

## Kritschim-Stausee
Das Kloster „Uspenia bogoroditschno“ (deutsch: Mariä Aufnahme in den Himmel; gegründet im 13. Jahrhundert) liegt 6 km südlich von Kritschim, am Fluss Watscha, an der Straße nach Dewin. Hier in der Nähe ist auch die Staumauer des Kritschim-Stausees.
Die Staumauer des Kritschim-Stausees liegt 6 km nördlich von der Staumauer des Watscha-Stausees. Der Kritschim-Stausee erstreckt sich direkt vom Fuß der Watscha-Staumauer, bis zur Kritschim-Staumauer.
Am Fuß der Staumauer des Kritschim-Stausees ist das Wasserkraftwerk Kritschim (bulg. ВЕЦ Кричим) installiert, das auch als Wasserkraftwerk Watscha II bezeichnet wird (bulg. ВЕЦ Въча II). Die Staumauer ist 104,5 m hoch. Der Stausee hat ein Fassungsvermögen von 20,3 Mill. m². Die Kapazität der beiden Turbinen betrug vor der Generalüberholung 2006 insgesamt 80 MW.

## Bau
Nachdem die Planungsarbeiten 1921 begonnen hatten, begann der Bau des Wasserkraftwerks Watscha 1929 (nach anderen Quellen 1923) bei Kritschim. Der Bau wurde erst 15 Jahre später abgeschlossen.
Die beiden Staumauern wurden 1973–1975 errichtet. Sie sind Teil einer ganzen Kaskade von Staumauern, die zur Kaskade Dospat-Watscha (bulg. каскада Доспат-Въча) gehören. Zu dieser hintereinander geschalteten Gruppe von Wasserkraftwerken gehören unter anderem die Wasserkraftwerke Teschel und Dewin (bulg. ВЕЦ Тешел und ВЕЦ Девин), die die Watscha zwecks Energiegewinnung aufstauen.
Nachdem sie 30 Jahre in Betrieb waren, wurden die Wasserkraftwerke an den Stauseen Watscha und Kritschim 2002 bis 2006 für 34 Mill. Euro generalüberholt. So ist der Betrieb für mindestens weitere 30 Jahre gesichert. Das Projekt wurde von dem Firmenkonsortium Alstom-Power (Österreich) und Voith-Siemens (Österreich) ausgeführt. Die ursprünglichen Kraftwerke waren auch von österreichischen Firmen errichtet worden.

## Wasserversorgung von Plowdiw
Das Wasser der beiden Stauseen dient zur Bewässerung der Ebene von Plowdiw und sichert einen Teil der Trinkwasserversorgung von Plowdiw.
Mit einem Großprojekt, für das 300 Mill. Lewa veranschlagt wurden, soll der wachsende Trinkwasserbedarf von Plowdiw sichergestellt werden. Im Januar 2008 befand sich das Projekt noch in der Planungsphase.
Das Wasser soll bei dem Wasserkraftwerk Watscha I abgezweigt werden. Eine Trinkwasserreinigungsstation muss gebaut werden, eine oberirdische Wasserleitung, um das Wasser mittels Gravitationskraft nach Plowdiw zu befördern, ein Wasserreservoir unter dem Dorf Markowo mit einem Fassungsvermögen von 120.000 m2 und ein Wasserverteilungsring um Plowdiw.